# Diacopene
Diacopene (en grec antic Διακοπηνή, 'Diakopené') era un districte del Pont al nord de l'Àsia Menor, que Estrabó situa en una plana anomenada Xiliocomon, al costat de la Pimolisene i al nord d'Amasia. Diu que era un districte fèrtil regat per l'Halis.